# Miroslav Poljak
Miroslav Poljak   (Zagreb, 3 de setembre de 1944 - Zagreb, 2 de novembre de 2015) fou un waterpolista croat que va competir sota bandera iugoslava durant les dècades de 1960 i 1970.
El 1968 va prendre part en els Jocs Olímpics d'Estiu de Ciutat de Mèxic, on guanyà la medalla d'or en la competició del waterpolo.
En el seu palmarès també destaca una medalla de bronze al Campionat d'Europa de waterpolo de 1966 i una medalla d'or als Jocs del Mediterrani de 1971.
A nivell de clubs jugà al HAVK Mladost, amb qui guanyà tres Copes d'Europa de Waterpolo, el 1968, 1969 i 1970; i quatre lligues de Iugoslàvia, el 1962, 1967, 1969 i 1971.